# Rudolf Rohlíček
Rudolf Rohlíček (14. července 1929 Malacky – 24. června 2009 Modra) byl slovenský a československý ekonom, politik Komunistické strany Slovenska, ministr financí a místopředseda vlád ČSSR a poslanec Sněmovny lidu Federálního shromáždění za normalizace.

## Biografie
Absolvoval střední školu a Vysokou školu ekonomickou v Bratislavě. V letech 1948–1959 pracoval v Investiční bance v Bratislavě. Vědeckou aspiranturu prodělal na Vysoké stranické škole – Institutu společenských věd ÚV KSČ v letech 1960–1963. Pak trvale zastával stranické a státní posty. Byl autorem několika odborných prací, například Financie a technický pokrok z roku 1966.
V letech 1964–1966 se uvádí jako účastník zasedání Ústředního výboru Komunistické strany Slovenska. V letech 1964–1967 byl vedoucím odboru a zástupcem vedoucího oddělení ÚV KSS. Zastával i stranické posty na celostátní úrovni. V letech 1967–1969 působil jako vedoucí oddělení Ústředního výboru Komunistické strany Československa. Členem Ústředního výboru Komunistické strany Československa ho zvolil XIV. sjezd KSČ roku 1971 a ve funkci ho potvrdil XV. sjezd KSČ, XVI. sjezd KSČ a XVII. sjezd KSČ. V období říjen 1988 – listopad 1989 byl navíc členem sekretariátu ÚV KSČ.
Působil i v československých vládách. V letech 1969–1973 byl ministrem financí ČSSR v třetí vládě Oldřicha Černíka, první vládě Lubomíra Štrougala a druhé vládě Lubomíra Štrougala (v této funkci setrval do 14. prosince 1973, kdy ho vystřídal Leopold Lér) a vedoucím československé delegace ve Stálé komisi RVHP pro devizové a finanční otázky. Po odchodu z resortu financí byl v letech 1973–1986 místopředsedou a od roku 1986 až do 11. října 1988 prvním místopředsedou vlád ČSSR (druhá vláda Lubomíra Štrougala, třetí vláda Lubomíra Štrougala, čtvrtá vláda Lubomíra Štrougala, pátá vláda Lubomíra Štrougala a šestá vláda Lubomíra Štrougala). Od roku 1973 zastával rovněž post stálého představitele ČSSR v RVHP a předsedy Rady pro mezinárodní hospodářskou a vědecko-technickou spolupráci. V roce 1973 získal Řád práce a roku 1979 Řád Vítězného února.
Dlouhodobě zasedal v nejvyšším zákonodárném sboru. Ač národností Slovák, byl do parlamentu volen v českých zemích. Ve volbách roku 1971 zasedl do Sněmovny lidu (volební obvod č. 4 – Praha 3 II, hlavní město Praha). Mandát obhájil ve volbách roku 1976 (obvod Praha 10 a 3 západ), volbách roku 1981 (obvod Praha 10 a 3-západ) a volbách roku 1986 (obvod Praha 4 – jih). Ve FS setrval do 23. ledna 1990, kdy rezignoval v rámci procesu kooptace do Federálního shromáždění po sametové revoluci.
V červnu 2009 spáchal sebevraždu zastřelením.